# Dale Bozzio
Dale Frances Bozzio, nata Dale Frances Consalvi (Medford, 2 marzo 1955), è una cantante statunitense.

## Carriera
È voce solista e cofondatrice, assieme al marito Terry Bozzio, del gruppo Missing Persons la cui attività, seppur discontinua, è incominciata nel 1980. Ha collaborato con Frank Zappa, contribuendo a delle parti parlate in Joe's Garage e Thing-Fish. Nel 1988 ha pubblicato il suo primo album da solista, intitolato Riot in English e diffuso dalla Paisley Park Records, etichetta fondata da Prince.

## Discografia solista
- 1988 - Riot in English
- 2007 - New Wave Sessions
- 2010 - Talk Talk EP
- 2010 - Make Love Not War